# Ламіньяки
Ламіньяки   —(ісп.), духи-охоронці джерел і ключів, які є родичами з бретонськими кориганами. 
Людьми уявляються як юні дівчата чи молоді жінки із курячими (качиними, пташиними) лапами замість ніг. В однині — ламі чи ламін (множ. ламіни).

## Характеристика
Стисла характеристика
Наднаціональний таксон  — Німфи
Фізіологія  —  Людина, Курка, Качка
Будова  —  Сатиризм, Циклопізм
Ареал  —  Країна басків
Навколишнє середовище  —  Джерела, Струмки, Занедбані будівлі, Печери
Додаткові можливості-особливості  —  Викрадення, Зв'язок з волоссям, Допомога по господарству, обдаровування, Прохання про допомоги, Велелюбність
Культурно-географічна  —  міфологія і фольклор басків, Іспанська міфологія і фольклор
Часто вони займаються тим, що перуть білизну і зачісуються. Відомі розповіді, в яких Ламін, погрожуючи, вимагає повернути вкрадений у неї гребінь.
Ламіі приходили в будинки до людей просити чи вимагати продукти харчування, особливо сало,  борошно чи просо. Селяни робили підношення ламіям у вигляді хліба, молока, сидру, кукурудзи і сала, за що вдячні Ламії допомагали їм у сільськогосподарських роботах.
Якщо селянин залишить їм трохи їстівного на кордоні наділу, Ламіни з'їдять це вночі і натомість оброблять землю або завершать незакінчену в господарстві роботу.
Ламії також надають людям іншу допомогу: дають їм золото або будують мости, наприклад, в Бідаррае, Сен-Мартен-д'Арросса і Лиці, зводять церкви в Сен-Мартен-д'Арросса, Еспесе і Аррос, будинки Ларраменді (Юшу) і Лаца (Остабат), замки Женті (Ордіарп) і Донамартірі (Сен-Мартен-д'Арберуе), палац Лаустанія і дольмени в Мендіве.
Тема лами, прибегающей до допомоги людини, представляється стороннім елементом і не відповідає сукупності легенд, що стосуються цих духів. Найчастіше лами просять у людей, щоб до них направили жінку, яка могла б надати послуги акушерки
Ламіньяки терпимі до християнства. Вважається, що в свої слова вони вкладають прямо протилежний зміст: якщо ламіньяки стверджують, що сьогодні чудова погода, значить на вулиці сльота; якщо ж вони пророкують дощ або сніг, буде світити Сонце.

## В літературі
- Є такі в Басконії істоти - ламіньякі, не люди і не нелюди, ламіньякі - одне слово. Зростанням вони не великі, та такі незграбні, що весь час з ними що-небудь трапляється: хто руку в двері прищемить, хто об камінь спіткнеться - з гори впаде, а хто і зовсім на рівному місці розтягнеться. Народилися ламіньякі ще до того, як з'явилися на землі люди. З людьми жити ла-міньякам незручно, та з землі не втекти, бо весь час вони щось на неї забувають. Така вже у ламіньяков доля: за яку справу ні візьмуться, до кінця не дороблять. Говорити почнуть - найпотрібніші слова забудуть, з людьми по-хорошому справу заведуть, та обов'язково посваряться. Ламіньякі живуть в Басконії всюди, прав-да, люблять куточки, де трава вище і болота є невелике. Зелену ряску, що плаває на болоті, баски досі називають «рубан-ками ламіньяків», і казки про них теж скрізь розповідають  Казка про те, як ламіньяки будували міст в Ліці.